# Hautnah (Film)
Hautnah (Closer) ist ein US-amerikanisches Filmdrama von Mike Nichols aus dem Jahr 2004. Das Drehbuch basiert auf dem gleichnamigen Theaterstück von Patrick Marber.

## Handlung
Der Film erzählt von den miteinander verknüpften Beziehungen und Schicksalen des Schriftstellers Dan, der Stripperin Alice, der Fotografin Anna und des Arztes Larry.
Mitten in London begegnen sich der erfolglose Schriftsteller Dan und die gerade aus New York nach England gekommene Alice und verlieben sich sofort ineinander. Als Dan ein Jahr später für einen auf Alices Leben basierenden Roman fotografiert werden soll, flirtet er mit der Fotografin Anna und küsst sie. Diese weist ihn zurück, als sie wenige Minuten später erfährt, dass ihr Flirt bereits liiert ist. Verärgert gibt Dan sich in einem erotischen Chat im Internet gegenüber dem Dermatologen Larry als eine zu allem bereite „Anna“ aus und arrangiert ein Treffen im Aquarium des London Zoo. Die wahre Anna befindet sich zum verabredeten Zeitpunkt tatsächlich im Aquarium. Larry und sie verstehen sich und beginnen eine Beziehung, in deren Verlauf beide heiraten. Das gemeinsame Glück ist jedoch nicht von Dauer. Anna beginnt wider aller Vernunft ein heimliches Verhältnis mit Dan, und alle Protagonisten versinken immer tiefer in einem Strudel aus Sex, Gier, Verzweiflung, Wahrheit und Lüge.
Anna trennt sich von Larry ebenso wie Dan von Alice. Während Anna und Dan ein neues Paar werden, geraten Larry und Alice aus der Bahn. Alice arbeitet wieder als Stripperin und wird von Larry zufällig in einem Club wiedererkannt, er fragt sie mehrfach nach ihrem wahren Namen und bekommt als Antwort immer wieder Jane Jones, ist aber vom Wahrheitsgehalt nicht überzeugt, da er sie nur als Alice kennt. Larry versucht Alice zu einer gemeinsamen Nacht zu überreden, diese verlässt die Rolle der Stripperin jedoch nie und lehnt ab.

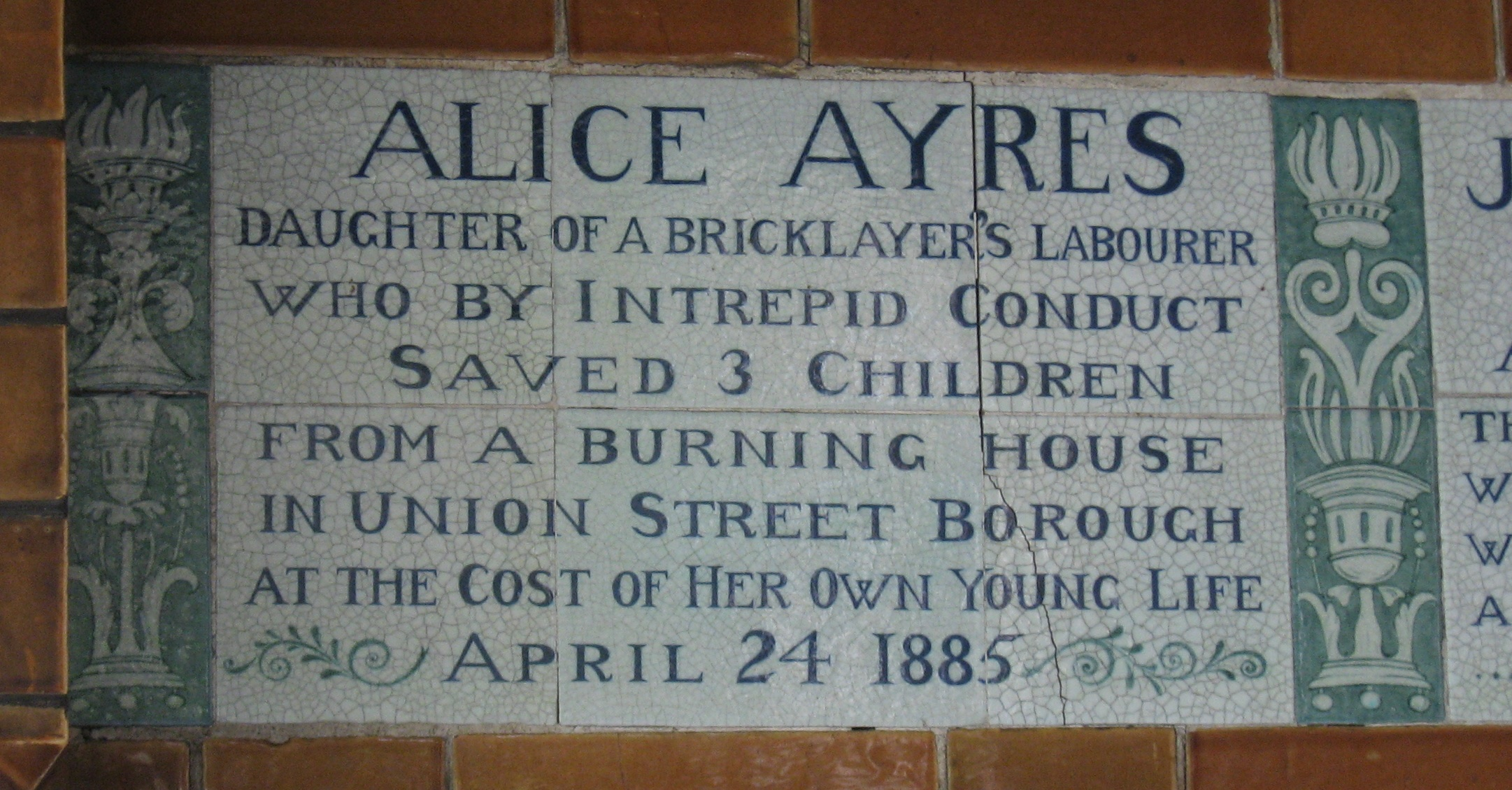
Gedenktafel für Alice Ayres im Postman’s Park

Um ihren Ehemann dazu zu bringen, in die Scheidung einzuwilligen, schläft Anna noch einmal mit Larry, doch als Dan dies erfährt, zerbricht ihre Beziehung. Er sucht später Larry in dessen Arztpraxis auf, der ihm mitteilt, dass er wieder mit Anna zusammen sei. Larry weist ihn darauf hin, dass Alice doch Dans wahre Bestimmung sei, und teilt ihm außerdem mit, wo er Alice finden kann. Larry, der sich an Dan rächen will, erzählt ihm zum Abschluss des Gespräches auch, dass er mit Alice geschlafen hat. Als Dan später Alice dazu zwingt, dies von sich aus zu offenbaren, beendet sie abrupt die Beziehung und kehrt wieder nach New York zurück. An der Passkontrolle weist sie sich mit einem auf Jane Jones ausgestellten Reisepass aus. Dan entdeckt erst später, dass sie den Namen Alice Ayres, unter dem er sie drei Jahre lang kannte, einer Gedenktafel auf dem Memorial to Heroic Self-Sacrifice im Postman’s Park entnommen hatte.
Analog zur Eröffnungsszene zeigt die letzte Einstellung, wie Alice durch die Menschenmenge schreitet und bei Rot die Straße überquert. Es deutet aber nichts darauf hin, dass sie analog zur Theatervorlage den Tod findet.

## Kritiken
Das Lexikon des internationalen Films schrieb, der Film sei ein „elliptisch erzähltes Drama um Partnertausch und Psycho-Stress, dessen äußere Handlung allein aus den Dialogen erschlossen werden muss“. Die „verhaltene“ Inszenierung sei dabei den Darstellungen der Schauspieler völlig untergeordnet, „was zum Teil auch der Theatervorlage geschuldet ist“.

## Auszeichnungen
Oscarverleihung 2005
- Beste Nebendarstellerin (Natalie Portman) – Nominierung
- Bester Nebendarsteller (Clive Owen) – Nominierung

Golden Globe Awards 2005
- Beste Nebendarstellerin (Natalie Portman)
- Bester Nebendarsteller (Clive Owen)

Weitere Nominierungen:
- Bester Film/Drama
- Beste Regie
- Bestes Filmdrehbuch

British Academy Film Award 2005
- Bester Nebendarsteller (Clive Owen)

Online Film Critics Society Awards 2004
- Bester Nebendarsteller (Clive Owen) – Nominierung
- Beste Nebendarstellerin (Natalie Portman) – Nominierung
- Bestes adaptiertes Drehbuch – Nominierung

Weitere Auszeichnungen
- Sierra Award 2005 der Las Vegas Film Critics Society
- National Board of Review Award 2005 der National Board of Review
- New York Film Critics Circle Award 2005 des New York Film Critics Circle für Clive Owen
- SDFCS Award 2005 der San Diego Film Critics Society für Natalie Portman
- Toronto Film Critics Association Award 2005 der Toronto Film Critics Association für Clive Owen

## Hintergrund
Der Film wurde in den Elstree Studios in Borehamwood und in London gedreht. Seine Produktionskosten betrugen schätzungsweise 27 Millionen US-Dollar. Der Film spielte in den Kinos der USA ca. 34 Millionen US-Dollar ein. 81.517.270 US-Dollar, 70 % der Gesamteinnahmen von 115.505.027 US-Dollar, erzielte der Film international.
Der Film verwendet zahlreiche Musikstücke aus Così fan tutte von Wolfgang Amadeus Mozart. Damien Rice schrieb und sang die Lieder The Blower’s Daughter und Cold Water; Bebel Gilberto schuf Samba Da Benção, Tanto Tempo und Mais Feliz.
Während der Séparée-Szene im Stripclub laufen Stücke der britischen Bands The Prodigy (Smack My Bitch Up) und The Smiths (How Soon Is Now?).

## Trivia
Im Jahr 2005 veröffentlichte die Band Panic! at the Disco einen Song mit dem Titel Lying Is the Most Fun a Girl Can Have Without Taking Her Clothes Off. Diesen Satz sagt Alice im Stripclub.
Das 2017 vom deutschen Musikproduzenten Mausio veröffentlichte Lied Krustenf!cker nutzt mehrere Zitate aus dem Film.